# سیارک ۱۱۶۹۸
سیارک ۱۱۶۹۸ (به انگلیسی: 11698 Fichtelman، نامگذاری:1998FZ102) یازده هزار و ششصد و نود و هشتمین سیارک کشف شده‌است که در ۳۱ مارس ۱۹۹۸ کشف شد.
قدر مطلق سیارک برابر ۱۶٫۲ است.